# Pattinaggio di figura ai III Giochi olimpici giovanili invernali
Le gare di pattinaggio di figura dei III Giochi olimpici giovanili invernali si sono svolte al Patinoire de Malley di Losanna dal 10 al 15 gennaio 2020.

## Podi
| Evento               | Oro | Punteggio | Argento                                                                                               | Punteggio | Bronzo | Punteggio |
| Singolo maschile     | Yūma Kagiyama                                                                                          | 239,17    | Andrei Mozalev                                                                                        | 237,94    | Daniil Samsonov                                                                                                 | 215,21    |
| Singolo femminile    | You Young                                                                                              | 214,00    | Ksenija Sinicyna                                                                                      | 200,03    | Anna Frolova | 187,72    |
| Coppie               | Russia Apollinariia Panfilova Dmitry Rylov                                                             | 199,21    | Russia Diana Mukhametzianova Ilya Mironov                                                             | 175,42    | Georgia Alina Butaeva Luka Berulava                                                                             | 157,29    |
| Danza sul ghiaccio   | Russia Irina Khavronina Dario Cirisano                                                                 | 164,63    | Russia Sofya Tyutyunina Alexander Shustitskiy                                                         | 159,15    | Stati Uniti Katarina Wolfkostin Jeffrey Chen                                                                    | 152,43    |
| Gara a squadre miste | Team Courage Arlet Levandi Ksenija Sinicyna Alina Butaeva Luka Berulava Utana Yoshida Shingo Nishiyama | 24        | Team Focus Yūma Kagiyama Kate Wang Cate Fleming Jedidah Isbell Sofya Tyutyunina Alexander Shustitskiy | 22        | Team Vision Andrei Mozalev Regina Schermann Sofiia Nesterova Artem Darenskyi Natalie D'Alessandro Bruce Waddell | 18        |